# Heliococcus singularis
Heliococcus singularis är en insektsart som beskrevs av Avasthi och Shafee 1982. Heliococcus singularis ingår i släktet Heliococcus och familjen ullsköldlöss. Inga underarter finns listade i Catalogue of Life.